# Inline image
Een inline image is een afbeelding die in de HTML- of CSS-code zelf staat, en waarbij dus niet verwezen wordt naar een externe afbeelding.
Voor een inline image moet de binaire code van de afbeelding worden omgezet naar platte tekst door het met base64 te coderen. Het resultaat wordt daarna als data-URI in de tag voor de afbeelding gezet (zie kader). Deze manier van een afbeelding in HTML zetten is volgens Request for Comments nummer 2397.
Het werkt alleen bij erg kleine afbeeldingen, omdat de lengte van de tekst in een <img>-tag aan een maximum is gebonden.
Het voordeel van een inline image is dat er geen aparte HTTP-request hoeft te worden gedaan om de afbeelding op te halen. Bij client-side XML/XSL-transformatie is dat voordeel nog groter omdat het gecodeerde afbeeldingen slechts eenmaal in de XML of XSL hoeft te worden opgenomen om de afbeelding meerdere malen in de webpagina te kunnen tonen, de webbrowser hoeft niet in de cache te controleren of de betreffende afbeelding al is opgehaald.
Er zijn twee andere manieren bekend om de code voor afbeeldingen in de HTML zelf op te nemen. Beide maken gebruik van JavaScript en beide werken slechts in enkele browsers. Deze methoden zijn ook geen standaard, zoals de RFC2397 dat wel is.
In CSS kan de base64-code opgenomen worden in de eigenschap background-image.